# Villars-Lussery
Villars-Lussery (toponimo francese) è una frazione del comune svizzero di Lussery-Villars, nel Canton Vaud (distretto del Gros-de-Vaud).

## Storia

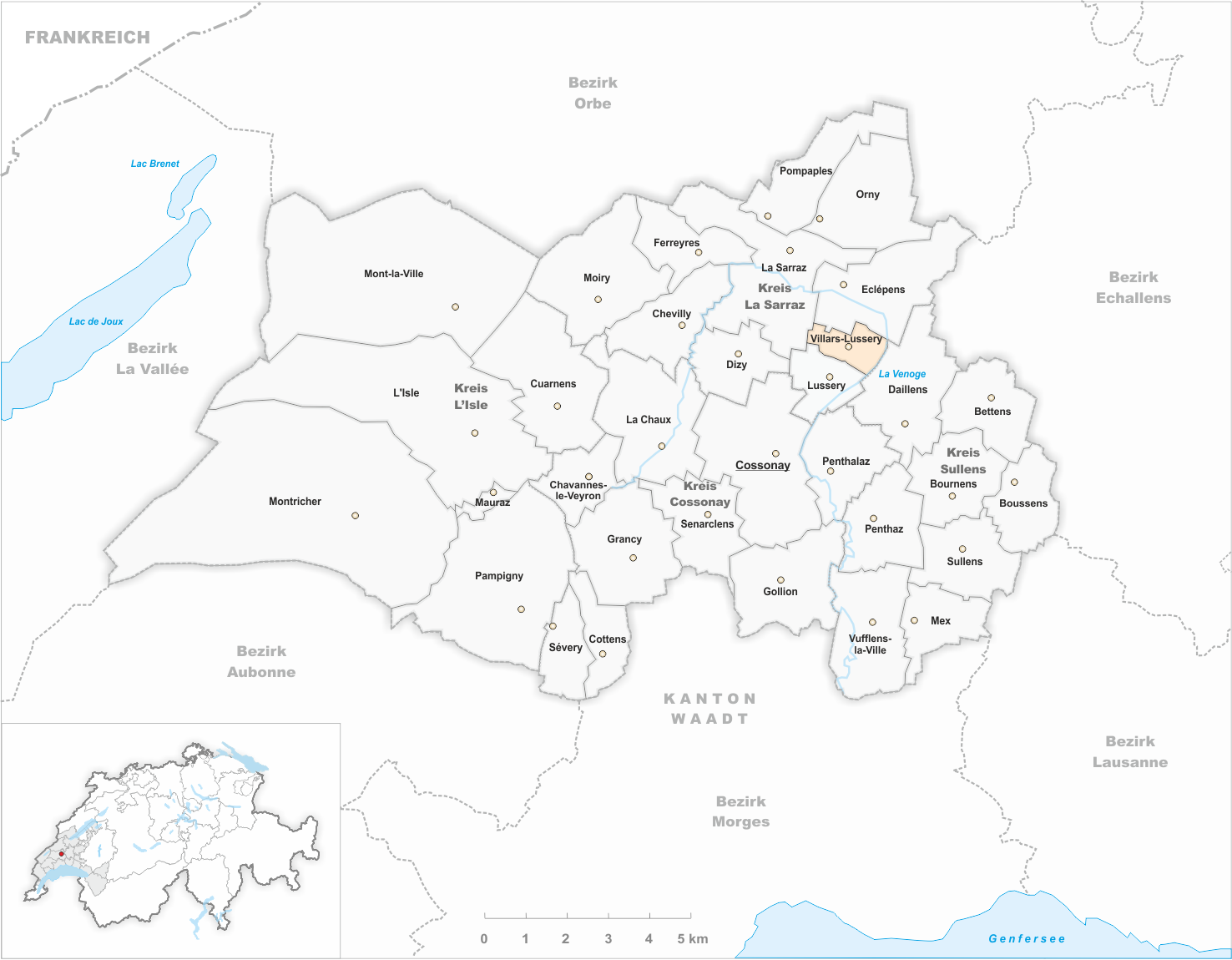
Il territorio del comune di Villars-Lussery prima degli accorpamenti comunali del 1999

Già comune autonomo, nel 1999 è stato accorpato all'altro comune soppresso di Lussery per formare il nuovo comune di Lussery-Villars.

### Simboli
Lo stemma era stato adottato nel 1926.
La parte superiore riprende lo scudo della famiglia Gingins e si riferisce alla loro signoria di Villars-Lussery. La metà inferiore proviene da un vecchio emblema trovato su una casa del villaggio.

## Società

### Evoluzione demografica
L'evoluzione demografica è riportata nella seguente tabella:
Abitanti censiti

## Amministrazione
Ogni famiglia originaria del luogo fa parte del cosiddetto comune patriziale e ha la responsabilità della manutenzione di ogni bene ricadente all'interno dei confini della frazione.